# 잘못 설정된 문제
잘못 설정된 문제(ill-posed problem)은 잘 설정된 문제(well-posed problem)의 반의어로 정답이 없거나 여럿이거나 초기조건에 따라 정답이 불연속적으로 변하는 문제이다.
수학에서 잘못 설정된 문제는 다음 조건 중 하나 이상을 위반한다는 점에서 잘 설정되지 않은 문제이다.
1. 문제의 해가 존재한다.
2. 해가 유일하다.
3. 해가 초기조건에 대해 연속적으로 변화한다.

역문제는 일반적으로 잘못 설정된 문제이다.

## 같이 보기
- 조건수가 큰 ill-conditioned problem
- 선조건자
- 초해상도
- 정칙화
- 역문제